# 우리벼메뚜기
우리벼메뚜기는 메뚜기과에 속하는 곤충이다. 벼메뚜기라고도 한다. 학명은 Oxya sinuosa이다.
몸길이는 약 21~35mm이며 성충은 8-10월 중에 나타난다. 유충의 앞가슴등판에는 흰 줄무늬가 있다. 논이나 물가 주변의 벼과 식물 군지에 많이 산다.
연 1회 발생하며, 땅속의 알무더기로 월동하는데, 알무더기는 아교질의 엷은 막으로 싸여 있다. 벼메뚜기는 주로 벼과 식물의 잎을 먹는 곤충으로, 대발생할 경우 배추를 비롯한 다른 농작물에도 피해를 준다. 그러나, 농약의 대량 살포와 환경 오염으로 보기가 힘들어지면서 오히려 기호 식품과 술안주용으로 이용되어 대량 사육하려는 시도가 이루어지고 있다.

## 잘못된 학명 명명
1994년 출판된 한국곤충명집에서 벼메뚜기의 학명은 Oxya japonica japonica 로 나와 있다. 그러나 그것은 일본에 사는 일본벼메뚜기(하네나가이나고, ハネナガイナゴ)로 한국에 서식하지 않는다. 한국의 우리벼메뚜기는 일본벼메뚜기 및 중국벼메뚜기와 다른 한국고유종이다.

## 비슷한 종류

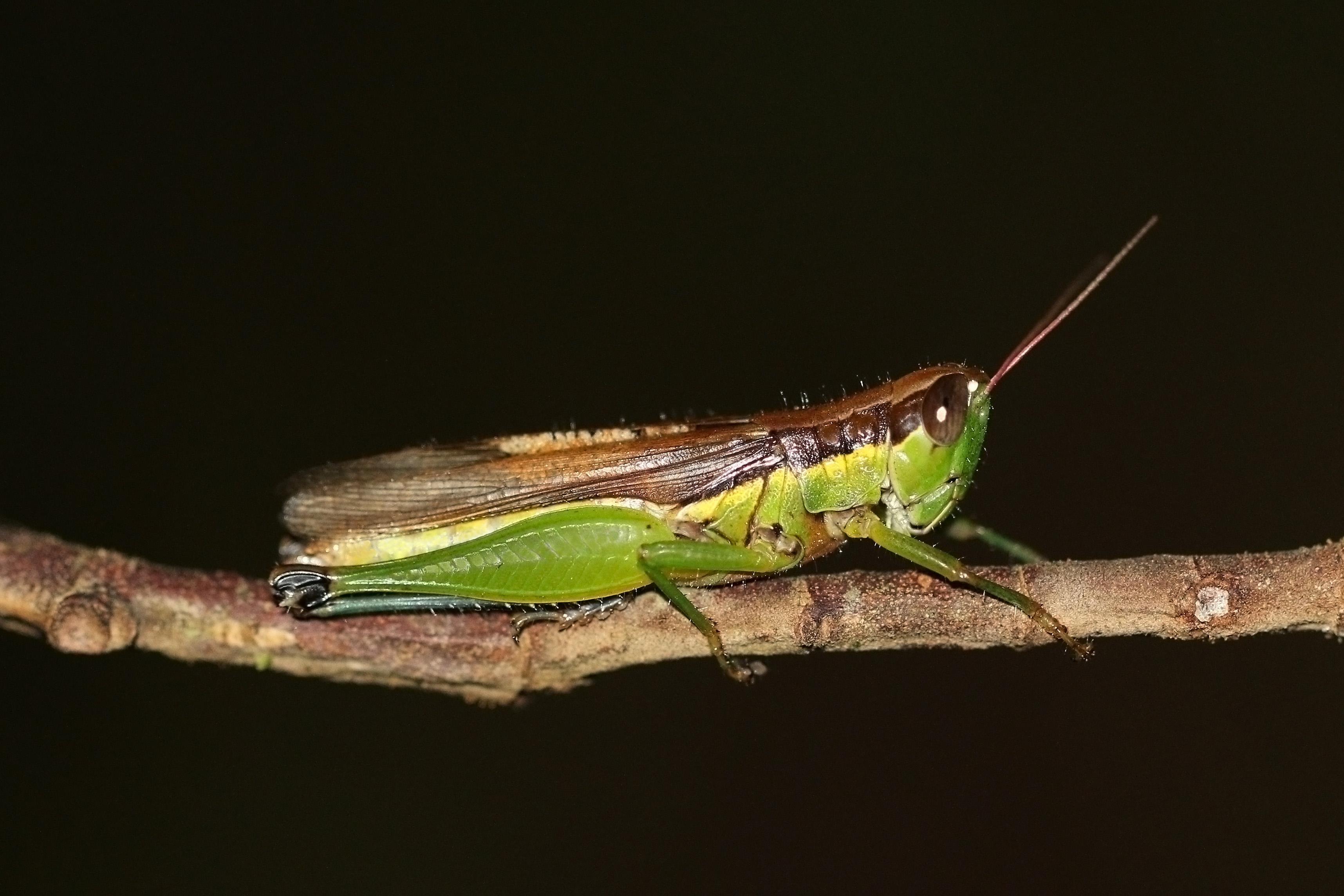
중국벼메뚜기(Oxya chinensis). 사바주, 보르네오, 말레이시아
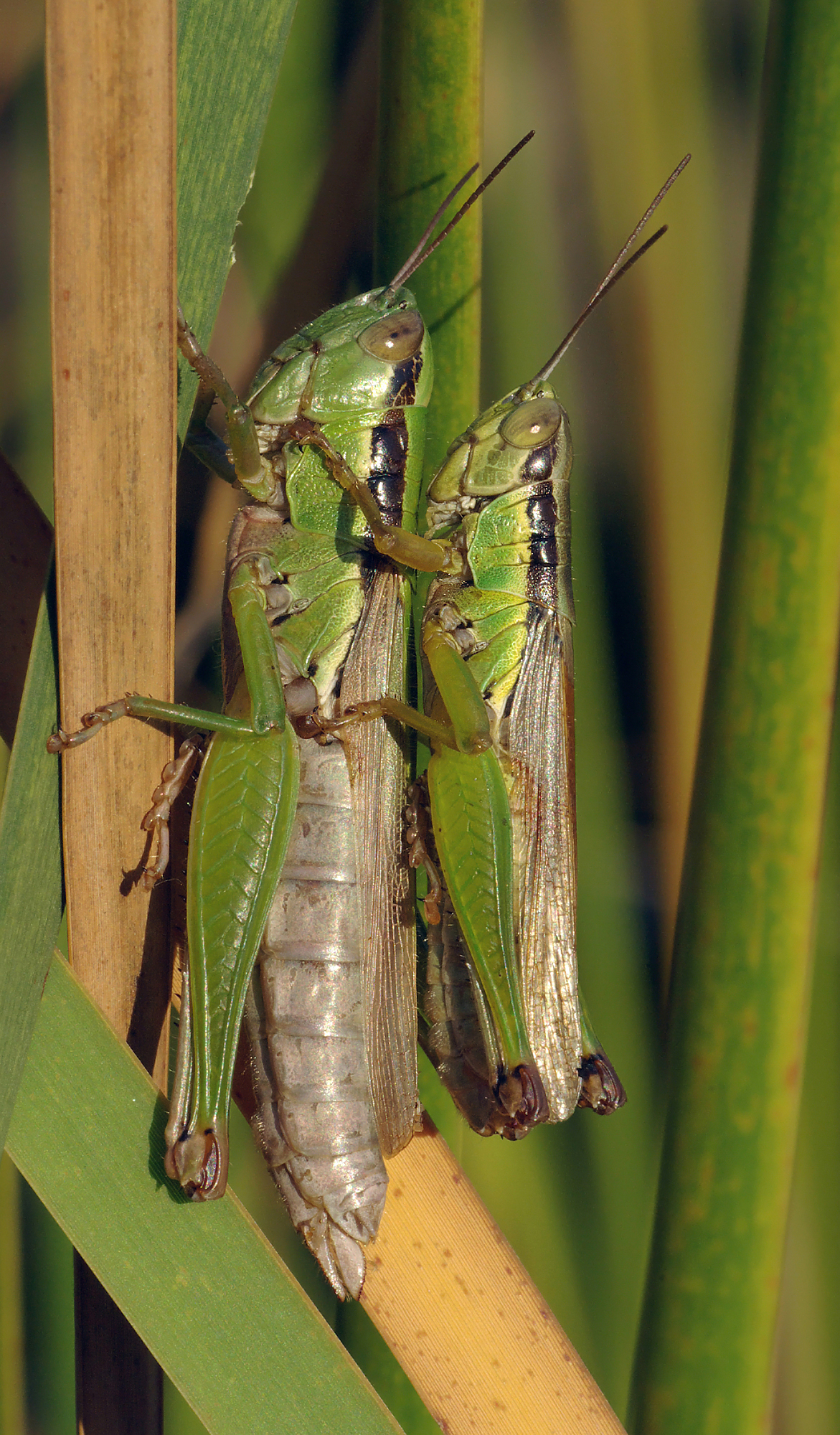
잔날개벼메뚜기(Oxya yezoensis). 오사카, 일본
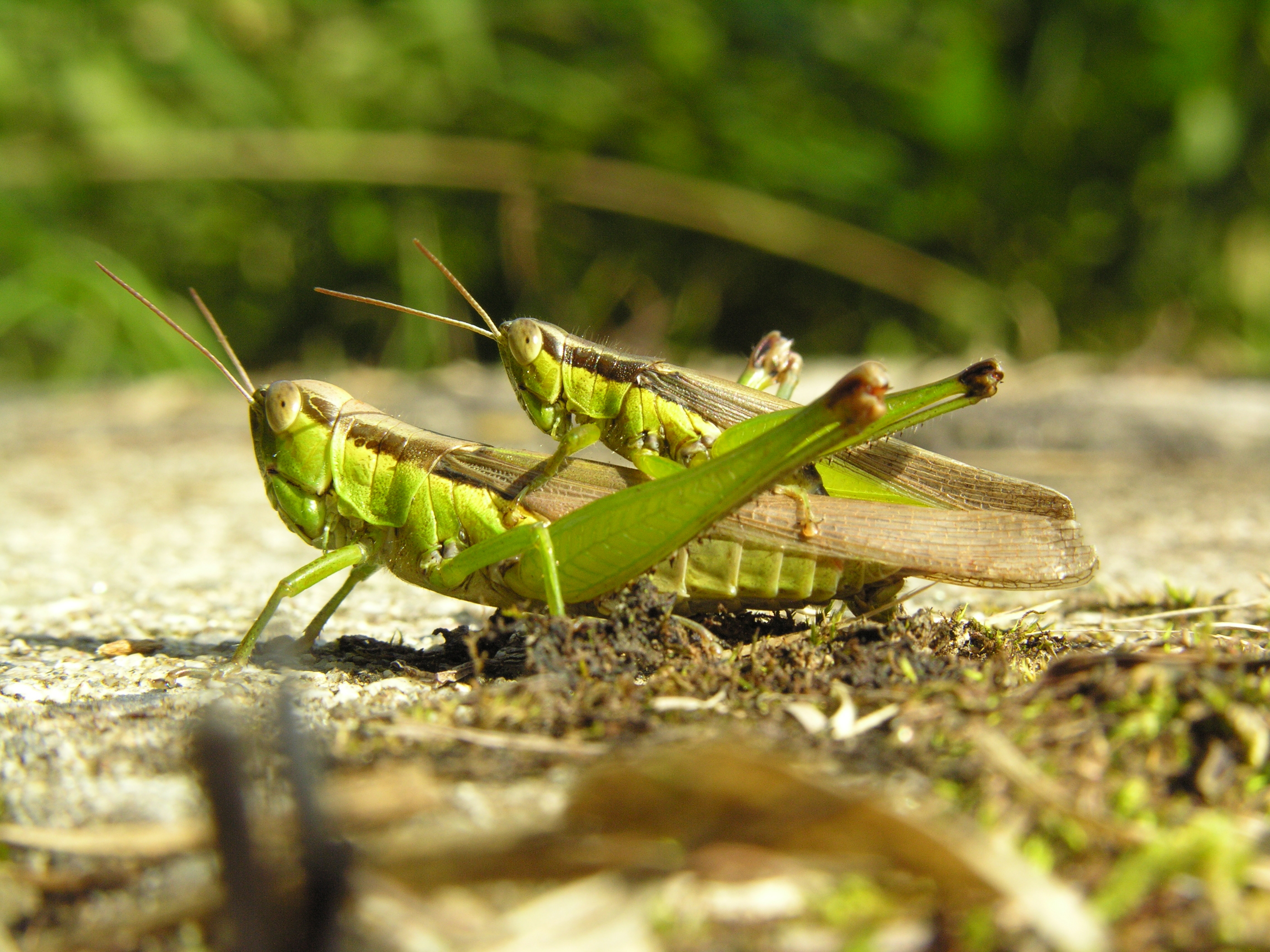
일본벼메뚜기(Oxya japonica). 일본